# Cerzeto
Cerzeto är en ort och kommun i provinsen Cosenza i regionen Kalabrien i Italien. Kommunen hade 1 359 invånare (2017).